# Réponse au choc froid
Le stress thermique peut être provoqué sur une culture microbienne mésophile en croissance par un abaissement de température d'au moins 10 °C. La résistance à ce stress est permise par la mise en place d'une réponse cellulaire spécifique, relativement conservée dans les groupes bactériens.
Le choc thermique chaud a été abondamment étudié, au contraire du choc froid qui n'a attiré l'attention des chercheurs que bien plus tard. En effet, des applications de ces études du choc froid sont possibles dans le domaine des biotechnologies, dans la production d'enzymes résistantes fonctionnant aux basses températures. De plus, il est important de comprendre les mécanismes de résistance au stress froid dans le cadre de la lutte contre des pathogènes alimentaires psychrophile comme Listeria monocytogenes.

## Réponse cellulaire générale au choc froid
La réponse au choc froid est définie par une série de comportements cellulaires. Si une chute brutale de température est appliquée sur une culture bactérienne mésophile en phase exponentielle de croissance, il est possible d'observer successivement : 
- Un arrêt transitoire de la croissance durant laquelle la plupart des synthèses protéiques est bloquée.
- La cellule produit des protéines de choc froid, qui ont pour rôle de protéger la cellule contre le froid et de redémarrer la croissance cellulaire. Ces « Cold shock Proteins », CSP, dites également protéines de classe I, dont le niveau d'expression augmente de façon importante durant une courte période.
- La synthèse de ces CSP diminue, et un nouveau set de protéines est exprimé. Ces « cold acclimatation proteins », CAP ou protéines de classe II sont exprimées de façon plus modérées et leur taux ne chute pas comme celui des CSP. La cellule est dite acclimatée au froid, la synthèse protéique des gènes de ménage et la croissance reprennent. Le taux de croissance est plus lent, de ce fait, les activités métaboliques sont ajustées à ce nouveau taux[1].

## Effets du froid sur la cellule procaryote et réponse cellulaire.
Une augmentation de température provoque dans une cellule bactérienne, une augmentation de protéines mal repliées. Le choc froid, au contraire, provoque une multitude d'effets sur la cellule.

### Changement des propriétés de lamembrane plasmique
La chute de température provoque pour la membrane plasmique un passage de la forme liquide, plus fluide à une forme de gel, plus rigide. Or, les fonctions assurées par la membrane plasmique nécessitent un optimum de fluidité. Ce retour à une fluidité optimale est réalisée par un changement dans la composition de celle-ci, notamment par :
- Une augmentation en acide gras insaturés
- Une diminution de la longueur des chaines des acides gras
- Une augmentation des acides gras anteiso-branchés et une diminution des acides gras iso-branché.

Des systèmes senseurs régulateurs à deux composants permettent de réguler l'expression des enzymes (comme les désaturases) nécessaire à ces changements de composition de la membrane. 

### Modification de la machinerie de traduction
L'effet le plus immédiat de la chute de température est l'arrêt de la synthèse protéique, probablement due à un blocage de la traduction au stade de l'initiation mais aussi par une stabilité accrue des structures sur les ARNm. Chez Escherichia coli, la protéine RbfA, capable d'interagir avec la sous-unité 30S du ribosome, jouerait un rôle important dans la reprise de traduction à basse température. En effet, les mutants de cette protéine RbfA montrent un phénotype sensible au froid.
La stabilisation des structures des ARNm provoquent un blocage de la traduction, ce qui est probablement résolu chez E.coli par la protéine CspA et probablement la famille protéique des Csp. La « DEAD box » ARN hélicase jouerait également un rôle crucial en défaisant les structures des ARNm.
Enfin, il semble que le choc froid, en induisant une déformation des ribosomes, provoque l'augmentation de la traduction des protéines de choc froid. En effet, les ARNm de la protéine CspA  portent une séquence, située en aval du codon initiateur, appelée Downstream box. Cette séquence est complémentaire à une partie de l'ARN ribosomique de la sous-unité 16S. L'effet de cette séquence est discutée, mais elle pourrait provoquer un blocage des ribosomes à température normale. À basse température la déformation des ribosomes permettrait la traduction de ces ARNm.

### Transcription et ARN polymérase
Après un choc froid sur une bactérie mésophile, une chute brutale de la transcription des gènes de ménage est observée, alors que la production des protéines de choc froid est augmentée. Cependant, contrairement à la réponse à un choc thermique chaud qui implique un facteur sigma spécifique (Sigma H pour E. coli), aucun facteur sigma de réponse au choc froid n'a été découvert. 
Il existe cependant des facteurs de transcription, comme DesR chez Bacillus subtilis, qui jouent un rôle dans la régulation de la transcription lors d'un choc froid. De plus, le facteur NusA, qui est une des protéines de choc froid chez E. coli, pourrait jouer un rôle d'antiterminateur de la transcription à basse température. 

### Protéines associées à la stabilité des ARNm
La plupart des auteurs s'accordent à dire que la brutale augmentation des protéines de choc froid serai du, non pas à une augmentation de leur transcription, mais plutôt à une augmentation de la demi-vie de leurs ARNm. Notamment, chez E. coli, le gène CspA est transcrit à 37 °C mais cette protéine est indétectable du fait de la demi-vie très courte de ses ARNm. Au contraire à 15 °C, la demi-vie de ces ARNm est largement augmentée. Cette régulation des protéines de choc froid via la demi-vie de leur ARNm serait due à la partie 5'-UTR (région non traduite en amont du codon initiateur sur l'ARNm) qui, pour beaucoup de protéines de choc froid, est très longue.
La dégradation cellulaire des ARNm est réalisée par un dégradosome, machinerie composée de nombreuses protéine, et qui semble affectée dans son fonctionnement par la chute de température. Chez E. coli, à 37 °C, le dégradosome est constitué de l'endoribonucléase RNAse E, l'exoribonucléase PNPase et l'hélicase à ARN RhlB. À basse température, l'hélicase à ARN CsdA remplace probablement RhlB. Cette modification du dégradosome à basse température expliquerait la modification des demi-vies des ARNm cellulaires.

### Repliement des protéines et dégradation
Dans les conditions normales, le cytoplasme est protégé des mauvais repliements protéiques par des chaperonnes, protéines aidant au bon repliement des autres protéines. Le dégradosome des protéines se chargent d'éliminer les protéines aberrantes. La chute de température provoque un repliement des protéines ralenti et une agrégation des protéines entre elles. 
Hsc66 est une protéine chaperonne induite par le froid chez E. coli. Le tréhalose, sucre dont la synthèse est induite par le froid, pourrait également jouer un rôle de chaperonne chez E. coli. 

### Topologie de l'ADN et réplication
Les bactéries mésophiles montrent lors d'un choc froid un arrêt transitoire de la réplication de l'ADN. Le choc froid augmente la torsion de l'ADN chez E. coli et Bacillus subtilis. Cette torsion faciliterait la transcription et la réplication à basse température.

## Cas particuliers

### Les bactériespsychrophiles
La réponse au choc froid des bactéries psychrophile est différente de celle des mésophiles. Chez ces bactéries adaptées au froid, aucun arrêt de la traduction n'est observée lors d'une chute brutale de la température, un grand nombre de protéines de choc froid sont synthétisées à des niveaux moyens et la production des protéines d'adaptation au froid (CAP) est continue. Deux principales bactéries psychrophiles ont été étudiées : Arthrobacter globiformis et Pseudomonas fragi.

### Lescyanobactéries
Les cyanobactéries ne possèdent pas de protéines homologues de CspA, mais possèdent une famille de protéines inductibles par le froid, les RNA binding proteins (Rbp) qui ressemblent au protéines liant l'ARN des eucaryotes. 

### Bactérieshyperthermophiles
La bactérie hyperthermophile Thermotoga maritima à un optimum de croissance à 80 °C, possède deux protéines homologues à CspA, appelées CspB et CspL. Ce sont les homologues de CspA les plus thermostables connue avec une Tm de 80 °C. Au niveau structurel CspB possède des points communs frappant avec CspA de E.coli. La thermostabilité serai due à un résidu arginine en pénultième position de la protéine, du côté N-terminal.
Comme expliqué précédemment, les protéines possèdent une région 5' UTR longue essentielles pour la régulation de l'expression de la réponse au choc froid. De la même façon CspB de Thermotoga maritima possède également une région 5' UTR longue.
Il a montré que CspB et CspL de cette bactérie hyperthermophile sont capables de complémenter des mutants CspE. 